# Spathelia subintegra
Spathelia subintegra är en vinruteväxtart som beskrevs av Marie-vict.. Spathelia subintegra ingår i släktet Spathelia och familjen vinruteväxter. Inga underarter finns listade i Catalogue of Life.